# Zeros & Heroes
Zeros & Heroes är det femte musikalbumet av det svensk-norska hårdrocksbandet (industrial rap-metal) Clawfinger. Det släpptes 26 maj 2003 av Supersonic Records och GUN Records.

## Låtförteckning
1. "Zeros & Heroes" – 4:10
2. "Recipe for Hate" – 2:55
3. "When Everything Crumbles" – 3:51
4. "15 Minutes of Fame" – 3:35
5. "World Domination" – 3:55
6. "Bitch" – 3:49
7. "Four Letter Word" – 3:22
8. "Money Power Glory" – 3:33
9. "Kick It" – 3:17
10. "Live Like a Man" – 2:51
11. "Step Aside" – 3:12
12. "Blame" – 3:53

Bonusspår på digipak-versionen
1. "Are You Talking to Me" – 2:33
2. "Where Are You Now" – 3:21
3. "Point of No Return" – 4:25

Några versioner har endast ett bonusspår, "I Gave You My Middle Clawfinger", 12 sekunder långt som spår 86, medan spåren 13–85 och 87–98 är utan ljud.
Text och musik: Clawfinger

## Medverkande
Musiker (Clawfinger-medlemmar)
- Zak Tell – sång
- Jocke Skog – keyboard, bakgrundssång, gitarr, basgitarr, programmering
- Erlend Ottem – sologitarr
- Bård Torstensen – kompgitarr, bakgrundssång
- André Skaug – basgitarr
- Henka Johansson – trummor

Bidragande musiker
- Tomas Haake – trummor

Produktion
- Clawfinger – producent, ljudtekniker
- Jacob Hellner – producent
- Ulf Kruckenberg – ljudtekniker
- Jocke Skog – ljudmix
- Björn Engelmann – mastering
- Micke @ M Industries– omslagsdesign, foto